# Ридж, Томас Джозеф
Томас Джозеф «Том» Ридж (англ. Thomas Joseph «Tom» Ridge; род. 26 августа 1945, Манголл, Пенсильвания, США) — американский политический и государственный деятель; член Республиканской партии. Был членом Палаты представителей Конгресса США в 1983—1995 годах. Губернатор Пенсильвании в 1995—2001 годах, Советник президента США по внутренней безопасности в 2001—2003 годах, Министр внутренней безопасности США в 2003—2005 годах.

## Биография
Бабушка и дедушка Риджа по материнской линии были русинскими иммигрантами из бывшей Чехословакии (теперь Словакия).
В 1967 году закончил Гарвардский колледж. Ридж участвовал во Вьетнамской войне, за заслуги получил Бронзовую Звезду, Медаль за службу национальной обороне, Медаль вьетнамской кампании, вьетнамский Крест «За храбрость» и значок боевого пехотинца. Он продолжил обучение в Школе права Университета штата Пенсильвания, в 1972 году получил степень доктора права и начал юридическую практику. В 1980 г. Ридж был назначен заместителем прокурора округа Эри, штат Пенсильвания.
Том Ридж известен своей прочойсерской позицией, с которой шёл на выборы губернатора Пенсильвании. В ходе следствия по делу Госнелла, аборциониста-убийцы из Филадельфии, было выявлено, что в период губернаторства Риджа прекратились обязательные проверки абортариев штата со стороны Департамента здравоохранения и Государственного департамента, так как эти проверки стали рассматриваться как препятствия для женщин, обращающихся за услугами по прерыванию беременности. Согласно докладу суда присяжных, опубликованному в январе 2011 года, политика бывшего губернатора Риджа в области здравоохранения способствовала преступлениям, совершаемым в клинике доктора Госнелла.
Во время президентских выборов в 2008 году Том Ридж был советником кандидата Джона Маккейна. Он упоминался в качестве одного из потенциальных кандидатов в вице-президенты.